# Mouka z koky
Mouka z koky se vyrábí z celých sušených listů koky sklizených z rostliny koka  - Erythroxylum coca nebo Erythroxylum novogranatense. Mouka z koky je komerčně vyráběná a prodávaná v obchodech v Bolívii, Peru a Ekvádoru.
Mouka z koky se používá především na regionální úrovni jako nutriční doplňková látka do chleba, koláčů, sladkostí, džusů a cereálií. V Andách je široce přijímána jako přírodní lék, a používá se jako lék na gastritidu, koliky, revmatismus, artritidy, suchý kašel, zvýšený cholesterol a cukrovku.
Mouka z koky je také používána jako doplněk stravy, protože obsahuje všechny přirozené látky v celém listu koky včetně základních minerálů (vápník, draslík, fosfor), vitaminy (B1, B2, C, a E) a živin, jako jsou bílkoviny a vláknina.